# Fürst oder Clown
Fürst oder Clown (Príncep ó Pallasso) és una pel·lícula muda alemanya estrenada el 1928 i protagonitzada per Iván Petrovich i Marcella Albani. El film està basat en la novel·la del mateix nom de Maurice Dekobra.
A Barcelona, el film va presentar-se al Cine Femina, amb motiu de la seva inauguració al març de 1929.

## Repartiment
- Marcella Albani - Lydia[3]
- Barbara von Annenkoff	- Fürstin Endoxia
- Iván Petrovich - Lucien Tréma
- Ralph Arthur Roberts - Prinz Hektor
- Oskar Homolka - Zurube
- Hermann Picha - Saccabona
- Michael Mar - Ygdal
- Lilian Weiß - Midinette
- Sig Arno - Sapigneul (as Siegfried Arno)